# Cascada
A Cascada egy német formáció az elektronikus tánczene területéről, zenei stílusukat főleg a hands up és a dance kategóriákba sorolhatjuk. A Cascada 3 tagja: Natalie Horler, angol-német énekesnő és a két producer Manuel Reuter (Dj Manian) és Yann Peifer (Yanou). 2002-ben Bonnban alakult a csapat Cascade néven, de aztán szerzői jogok miatt átnevezték Cascadara. Nemzetközi sikereiket mutatja, hogy az USA-ban a Top 10-be, a brit és francia listákon pedig az első helyig jutottak. Eddig a becslések szerint három albumukból világszerte 13 milliót adtak el, Németországban pedig az ő MySpace-oldaluk a leglátogatottabb.[forrás?]

## Tagok

### Natalie Horler
Natalie Horler 1981. szeptember 23-án született Németországban, Bonnban. Szülei angol származásúak, így nem meglepően akcentus nélkül beszéli az angol nyelvet. Édesapja, David Horler jazz-zenész a WDR Big Band nevű formációban. Édesapjától örökölte zenei tehetségét, valamint talpraesettségét. Énekesi pályafutását bárokban és kaszinókban kezdte. Már 16 éves korában számos DJ-vel dolgozott együtt. Vokálozott a 2 Vibez Sometimes című számához, amely 2004. október 8-án jelent meg. Nemzetközi pályafutása azonban 2002-ben, a Cascada alapításával kezdődött.

### Manian
Manuel Reuter, művésznevén DJ Manian, német producer, trance DJ, a Zooland Records tulajdonosa. Különféle nevek alatt is dolgozik, és több zenés projektbe is benne van, például: Tune Up! (Yanou-val, jelenleg nem aktív), Spencer & Hill (Manuel Schleis producerrel), Bulldozzer, M.Y.C., Ampire. Manian dalai emellett gyakran szerepelnek a hírhedt Clubland válogatás CD-n. Manian Twitter-oldalán jelentette be, hogy jelenleg a közelgő albumán és Ravers című dalán dolgozik Angliában [forrás?].

### Yanou
Yann Peifer, művésznevén DJ Yanou, német trancezenész és producer. Együttműködött többek között DJ Sammy-vel és Doval a listákat vezető ”Heaven” című számban. Ő készített az Everytime We Touch címadó dal, és a Perfect Day lemezről a What Hurts The Most Candlelight Mix változatát.

## Első sikerek: Everytime We Touch
Az első szám, a Miracle 2004-ben megjelent bakeliten és CD-n is. Utána következett a Bad Boy, az Everytime We Touch, a How Do You Do, a Neverending Dream és a Ready For Love. Az Everytime We Touch albumot remixalbumként (Everytime We Touch – The Remix) is kiadták CD-n. Ugyan az áttörés csak két évvel később következett be.
Az Everytime We Touch (egy Maggie Reilly dal átdolgozásával) a Cascada 2006. február 21-én felkerült a US-American Charts Top 10-re. Németországból eddig senki nem járt ekkora sikerrel. Összesen 31 hét után a Hot 100-ban került az Everytime We Touch, csaknem 2 millió példányban kelt el, és dupla-platinalemez lett. 2006 augusztusában a Cascada elérte a brit listákon a 2. helyet, sőt Írországban az elsőt. Svédországban a dal dupla platina minősítést kapott, és az egyik legsikeresebb dal lett a svéd listák történelmében. 2007. január 5-én a dalt Németországban az Universal kiadó jelentette meg, és aztán ott is a Top 10-be jutott. Az Everytime We Touch albumot 2007 februárjában újra kiadták.
2007 tavaszán ezt követte a Truly, Madly, Deeply, egy Savage Garden-dal feldolgozás. 2007 nyarán ismét kiadták a Miracle című dalt. Nagy-Britanniában az Everytime We Touch című albumuk 350 000 eladott példánnyal elnyerte a platina minősítést. Franciaországban a Miracle hetekig az első helyen állt a listákon.

## A második album: Perfect Day
2007. december 14-én a Cascada kiadta a második albumát, a Perfect Day-t. Az első kislemez az albumról a What Hurst The Most című számhoz készült (ami egy Rascal Flatts-feldolgozás), és 2008. január 4-én jelent meg Németországban, mielőtt az új dalt Észak-Amerikában, Nagy-Britanniában és Svédországban kiadták. Az USA-ban a What Hurts The Most felkúszott a listákon az 52. helyig, Nagy-Britanniában a 10.-ig, és Franciaországban elérték a 2. pozíciót a listákon. Németországban pedig a What Hurts The Most a 9. helyen debütált.
A második kislemez az albumról a What Do You Want From Me? volt. 2008 nyarán ezt követte a Because The Night feldolgozása. A Faded és a Perfect Day, negyedik és ötödik kiadott kislemezként csak az USA-ban jelent meg. Több mint 23 hónappal a What Hurts The Most első megjelenése után, 2008. október 28-án az Egyesült Államokban aranylemez lett. A Perfect Day album Nagy-Britanniában, 300 000 eladott példánnyal platina lett.

## Világszerte nagy áttörés az Evacuate The Dancefloor
A dance-trió harmadik albuma az Evacuate The Dancefloor 2009. július 6-án jelent meg, kezdetben csak Nagy-Britanniában, ahol egyből a 8. helyre jutott. Ez magába foglalja a pop , house, R’n’B és a dance stílusokat, de nem hasonlít a korábbi albumok hangzásához. Az album címadó dala, már egy héttel a megjelenés előtt, egyből az első helyre került Nagy-Britanniában. Ezzel kiszorították az elhunyt popkirályt, Michael Jacksont a csúcshelyről. Németországban az Evacuate The Dancefloor a kislemezlistákon az 5. helyig jutott. Július 17-én az album megjelent Németországban, Ausztriában és Svájcban is, és elérte a 21. helyet a német albumlistákon, így Németországban ez a legsikeresebb nagylemeze a zenekarnak. Ausztriában az albumnak sikerült belépnie a 17. helyre, Svájcban pedig a 43. helyre a listákon. Egy héttel az új album megjelenése után, a csapat Britney Spears előzenekaraként lépett fel, 2009. július 26-án a németországi koncerten 14 000 rajongó előtt a berlini O2 World Arénában, és bemutatták az új dalukat, valamint a már jól ismert slágereiket.
Az Evacuate The Dancefloor elérte az 5. helyet Kanadában, Franciaországban és Ausztráliában, és a 3. helyre rangsorolták Norvégiában. Az Egyesült Államokban pedig a 28. helyet értek el a Billboard Hot 100-on. Így tulajdonképpen a Cascada az egyik legsikeresebb német előadó.[elfogult]
A következő dal a német piacon a Fever volt, 2009. október 9-én jelent meg. A szám Németországban a 31. helyen debütált. Nagy-Britanniában és Írországban megjelent kislemezként a Dangerous is. A Fever 2009 decemberében jelent meg harmadik kislemezként az Egyesült Királyságban.

## Dupla album, dupla tarolás; Original Me
Tudomásul véve a kritikát, a Cascada úgy döntött, hogy új zenei stílust próbál meg. Az új kislemez, a "Pyromania" címmel jelent meg 2010-ben, folytatva az új elektro-pop hangzást. A második kislemez, a "Night Nurse" volt. Ez a dal egy promoCD-n jelent meg, majd egy egész évvel később, 2011 december 16-án kiadták az USA-ban
Egy új dal címe "Enemy" szerepelt egy dokumentumfilmben. Később a csapat tájékoztatta rajongóit a közelgő kislemezről, a "San Franciscó"-ról és az "Au Revoir"-ról. Mindkét videót Lisa Mann rendezte, és Luther Brownvolt a koreográfus. A "San Francisco" 2011 június 6-án, az album június 19-én jelent meg.Az "Au revoir" premierje kizárólag Clubland TV-n volt látható az Egyesült Királyságban.
Az albumot kiadták limitált verzióban is, mellékelve hozzá a Best of Cascada (The greatest hits)-t
Natalie Horler fotózkodott a Playboy Deutschland 2011 júliusi számában.
2011. aug. 19-én Cascada és az amerikai "Robbins Entertainment" bejelentette a Twitterén , hogy nem fognak kiadni az albumból az Egyesült Államokban a be nem jelentett okok miatt.
2011. szeptember 1-jén a Robbins Entertainment bejelentette, hogy már nem vállal új kiadást. Azt is bejelentették, hogy az Original Me-t meg fogják jelentetni a Zoolandnál.
A San Francisco volt az első kislemez, amit kiadtak az iTunes-on is az USA-ban a Zooland Records segítségével. Az Au Revior 2011. nov. 15-én jelent meg az USA-ban, majd a Night Nurse-t is kiadták újra.

## A DSDS és az új kislemez
2012. jan. 7-én Natalie csatlakozott a 9. Deutschland sucht den Superstar zsűriéhez. Egy, a közelmúltban adott interjúban megemlítette, hogy a tervek szerint 2012. március 30-án fog megjelenni az új kislemez melynek címe Summer of the Love.[forrás?]

## Lemezkiadók és más projektek
A zenekar kiadója a kezdetekben az Andorfine Records volt. Később a csapat producerei alapítottak egy saját kiadót (Zooland Records), ahol a produkcióikat közzéteszik. A Cascada kislemezek és albumok az Universal Music kiadónál jelennek meg.
2004-ben és 2005-ben a Siria mellékprojektben az Endless Summer és az I Will Believe It című dalok jelentek meg, melyeket később a Cascada Perfect Day című albumán ismét megjelentetett.
A 2013-as Eurovíziós Dalfesztivál németországi nemzeti döntőjébe, az Unser Song für Malmöbe bejutottak "Glorious" című dalukkal, és az itt aratott győzelmet követően ők képviselték hazájukat a dalfesztivál malmői döntőjében, ahol a 21. helyen végeztek 18 ponttal.

## Albumok és kislemezek

### Albumok
| Év   | Cím                                              | Ranglistahelyek | Ranglistahelyek | Ranglistahelyek | Ranglistahelyek | Ranglistahelyek | Megjelenés                  |
| Év   | Cím                                              | DE              | AT              | CH              | UK              | US              | Megjelenés                  |
| ---- | ------------------------------------------------ | --------------- | --------------- | --------------- | --------------- | --------------- | --------------------------- |
| 2006 | Everytime We Touch                               | −               | 71              | −               | −               | 67              | 2006. február 21.           |
| 2006 | The Remix Album                                  | −               | −               | −               | −               | −               | 2006. október 23.           |
| 2007 | Everytime We Touch (új kiadás)                   | 50              | 31              | 48              | 2               | −               | 2007. február 23.           |
| 2007 | Everytime We Touch – The Remix Album (új kiadás) | −               | −               | −               | −               | −               | 2007. április 26.           |
| 2007 | Perfect Day                                      | 30              | 16              | 81              | 9               | 70              | 2007. december 10.          |
| 2008 | Perfect Day (új kiadás) benne 3 új dallal        | −               | −               | −               | −               | −               | 2008. június 18.            |
| 2009 | Evacuate the Dancefloor                          | 21              | 15              | 36              | 8               | 155             | 2009. július 6./17. (UK/DE) |
| 2011 | Original Me                                      | -               | -               | -               | -               | -               | 2011. június 17.            |

### Kislemezek
| Kislemez                    | Év   | Helyezés | Helyezés | Helyezés | Helyezés | Helyezés | Helyezés | Helyezés | Helyezés | Helyezés | Helyezés | Díjak | Album                   |
| Kislemez                    | Év   | GER      | AUT      | FRA      | IRE      | NLD      | NZ       | SWE      | SWI      | UK       | US       | Díjak | Album                   |
| --------------------------- | ---- | -------- | -------- | -------- | -------- | -------- | -------- | -------- | -------- | -------- | -------- | --- | ----------------------- |
| "Miracle"                   | 2004 | 32       | 24       | 1        | 4        | 6        | —        | 10       | 85       | 8        | —        | - US: GoldRIAA Gold & Platinum > Cascada. Amerikai Hanglemezgyártók Szövetsége. (Hozzáférés: 2010. szeptember 17.) | Everytime We Touch      |
| "Bad Boy"                   | 2004 | —        | —        | —        | —        | —        | —        | —        | —        | —        | —        | | Everytime We Touch      |
| "Everytime We Touch"        | 2005 | 5        | 13       | 2        | 1        | 10       | —        | 1        | 22       | 2        | 10       | - US: Platinum | Everytime We Touch      |
| "How Do You Do!"            | 2005 | —        | 50       | —        | —        | —        | —        | —        | —        | —        | —        | | Everytime We Touch      |
| "Truly Madly Deeply"        | 2006 | 26       | 22       | —        | 3        | 29       | —        | 11       | —        | 4        | —        | | Everytime We Touch      |
| "A Neverending Dream"       | 2006 | —        | —        | —        | 15       | —        | —        | —        | —        | 46       | —        | | Everytime We Touch      |
| "Wouldn't It Be Good"       | 2006 | —        | —        | —        | —        | —        | —        | 54       | —        | —        | —        | | Everytime We Touch      |
| "Ready for Love"            | 2006 | —        | —        | —        | —        | —        | —        | —        | —        | —        | —        | | Everytime We Touch      |
| "What Hurts the Most"       | 2007 | 9        | 3        | 2        | 6        | 23       | —        | 5        | —        | 10       | 52       | - US: Gold | Perfect Day             |
| "What Do You Want from Me?" | 2008 | 54       | 50       | —        | —        | —        | —        | —        | —        | 51       | —        | | Perfect Day             |
| "Because the Night"         | 2008 | 41       | 45       | —        | —        | —        | —        | —        | —        | 28       | —        | | Perfect Day             |
| "Faded"                     | 2008 | —        | —        | —        | —        | —        | —        | —        | —        | —        | —        | | Perfect Day             |
| "Perfect Day"               | 2009 | —        | —        | —        | —        | —        | —        | —        | —        | —        | —        | | Perfect Day             |
| "Evacuate the Dancefloor"   | 2009 | 5        | 6        | 5        | 2        | 1        | 2        | 13       | 7        | 1        | 25       | - GER: Gold - NZ: Gold - US: Platinum                                                                              | Evacuate the Dancefloor |
| "Fever"                     | 2009 | 31       | 38       | 10       | —        | 24       | 32       | —        | —        | —        | —        | | Evacuate the Dancefloor |
| "Dangerous"                 | 2009 | —        | —        | —        | —        | —        | —        | —        | —        | 67       | —        | | Evacuate the Dancefloor |
| "Pyromania"                 | 2010 | 21       | 26       | 11       | —        | 29       | —        | —        | —        | 60       | —        | | Original Me             |
| "San Francisco"             | 2011 | 13       | 14       | —        | —        | 11       | —        | —        | —        | 64       | —        | | Original Me             |
| "Au Revoir"                 | 2011 | 73       | 31       | —        | —        | —        | —        | —        | —        | —        | —        | | Original Me             |
| "Night Nurse"               | 2011 | —        | —        | —        | —        | —        | —        | —        | —        | —        | —        | | Original Me             |
| "Summer of Love"            | 2012 | —        | —        | —        | —        | —        | —        | —        | —        | —        | —        | | Back on the Dancefloor  |
| "The Rhythm of the Night"   | 2012 | 26       | 9        | —        | —        | —        | —        | 22       | —        | —        | —        | | TBA                     |

- Run (2017)

## Videóklipek
- Everytime We Touch (eredeti verzió)
- Everytime We Touch (nemzetközi verzió)
- Miracle
- A Neverending Dream
- Truly, Medly, Deeply
- Last Christmas
- What Hurts The Most
- What Do You Want From Me?
- Because The Night
- Evacuate The Dancefloor
- Dangerous
- Fever
- Pyromania
- Night Nurse
- San Fransisco
- Au revoir
- Let it Snow!
- Summer of Love
- Glorious
- The Rhythm Of The Night
- The World Is In My Hands
- Blink
- Madness
- Reason

## Díjak és jelölések
| Év                               | Díjátadó show                                | Díj                        | Dalcím  | Eredmény |
| -------------------------------- | -------------------------------------------- | -------------------------- | ------- | -------- |
| 2006                             |                                              |                            |         |          |
| International Dance Music Awards | Legjobb új dance szóló előadó                |                            | Nyertes |          |
|                                  | Legjobb high energy/euro dal                 | Everytime We Touch         | Jelölve |          |
| Napster Awards                   | Legtöbbet játszott dance/electronic felvétel | Everytime We Touch         | Nyertes |          |
| 2007                             |                                              |                            |         |          |
| World Music Awards               | A világ legkeresettebb női pop előadója      |                            | Jelölve |          |
|                                  | A legkeresettebb német előadó díj            |                            | Nyertes |          |
| 2008                             |                                              |                            |         |          |
| European Border Breakers Awards  | Legjobb európai border breaker – Németország | Everytime We Touch         | Nyertes |          |
| International Dance Music Awards | Legjobb high energy/euro dal                 | Truly, Madly, Deeply       | Jelölve |          |
|                                  | Legjobb dance szóló előadó                   |                            | Jelölve |          |
| 2009                             | International Dance Music Awards             | Legjobb dance szóló előadó |         | Jelölve  |
| 2010                             |                                              |                            |         |          |
| Viva Comet Awards Germany        | Legjobb partydal                             | Evacuate The Dancefloor    | Jelölve |          |
| Viva Comet Awards Germany        | Legjobb női előadó                           |                            | Nyertes |          |